# Казино Джек
«Казино Джек» (англ. Casino Jack) — фильм режиссёра Джорджа Хикенлупера, рассказывающий о биографии финансового и политического авантюриста Джека Абрамоффа.

## Сюжет
Фильм-биография бывшего республиканского лоббиста Джека Абрамоффа, который в марте 2006 года был приговорён к пяти годам и десяти месяцам лишения свободы за мошенничество при заключении сделки о покупке кораблей-казино. Ущерб от его незаконных операций оценивался в 21 000 000 долларов.

## В ролях
- Кевин Спейси — Джек Абрамофф
- Барри Пеппер — Майкл Скенлон
- Келли Престон — Пэм Абрамофф
- Джон Ловитц — Адам Киден
- Рашель Лефевр — Эмели
- Грэм Грин — Берни Спрэг (Bernie Sprague)
- Спенсер Гаррет — Том Дилей
- Янник Биссон — Оскар Каррильо
- Джеффри Р. Смит — Гровер Норквист
- Эрик Швейг — Чиф Пончо
- Кристиан Кэмпбелл — Ральф Рид

## Критика
Роджер Эберт, постоянный кинообозреватель Chicago Sun-Times: «Политические фильмы часто играют на остроумных параллелях с реальными фактами. Они снижают остроту намёками на образ „похожий“ на Дика Чейни или Билла Клинтона и так далее. „Казино Джек“ настолько откровенен, что ошеломляет. Фильм „вдохновлён реальными событиями“, а герои имеют имена реальных участников событий: Джек Абрамофф, Майкл Скэнлон, член палаты представителей Том Дилей, Ральф Рид, Карл Роув, Джордж Буш и сенатор Джон Маккейн»